# Marek Opioła
Marek Opioła (ur. 24 września 1976 w Warszawie) – polski polityk, poseł na Sejm V, VI, VII, VIII i IX kadencji (2005–2019), w latach 2019–2021 wiceprezes Najwyższej Izby Kontroli, od 2021 członek Europejskiego Trybunału Obrachunkowego.

## Życiorys
Ukończył w 2003 studia z zakresu politologii na Wydziale Dziennikarstwa i Nauk Politycznych Uniwersytetu Warszawskiego oraz w 2004 Podyplomowe Studium Bezpieczeństwa Narodowego przy Instytucie Stosunków Międzynarodowych UW. Od 1997 do 2002 pracował jako referent w jednostce wojskowej.
W 2002 wstąpił do Prawa i Sprawiedliwości, zatrudniony przez trzy lata jako etatowy pracownik struktur partyjnych. W latach 2006–2007 był pełnomocnikiem okręgowym partii w Płocku, w 2007 wybrano go na funkcję prezesa płockiego zarządu okręgowego PiS.
W 2005 z listy PiS został wybrany na posła V kadencji w okręgu płockim z wynikiem 5301 głosów. Był wiceprzewodniczącym Komisji Obrony Narodowej, członkiem Komisji do Spraw Służb Specjalnych i wiceprzewodniczącym Komisji Nadzwyczajnej do rozpatrzenia przedstawionych przez Prezydenta RP projektów ustaw o Służbie Kontrwywiadu Wojskowego i o Służbie Wywiadu Wojskowego. W wyborach parlamentarnych w 2007 po raz drugi uzyskał mandat poselski, otrzymując 14 709 głosów. W wyborach w 2011 z powodzeniem ubiegał się o reelekcję, dostał 9545 głosów. W 2015 został ponownie wybrany do Sejmu z wynikiem 14 708 głosów. W Sejmie VIII kadencji objął funkcję przewodniczącego Komisji do Spraw Służb Specjalnych oraz zastępcy przewodniczącego Komisji Regulaminowej i Spraw Poselskich, był też członkiem Komisji Obrony Narodowej. Bezskutecznie startował w wyborach do Parlamentu Europejskiego w 2019. 1 lipca 2019 zrezygnował z funkcji przewodniczącego Komisji do Spraw Służb Specjalnych po ujawnieniu, że w swoim spocie wyborczym wykorzystał policyjny śmigłowiec Black Hawk.
W wyborach krajowych w 2019 uzyskał mandat posła na Sejm IX kadencji, otrzymując 14 111 głosów. 27 listopada 2019 został przez marszałek Sejmu Elżbietę Witek powołany na stanowisko wiceprezesa Najwyższej Izby Kontroli, w związku z czym wygasł jego mandat poselski. 1 lutego 2021 został natomiast członkiem Europejskiego Trybunału Obrachunkowego (w związku z czym zakończył pełnienie funkcji wiceprezesa NIK).